# Liste der Biografien/Stap
Liste der Biografien |
Portal Biografien |
Personensuche
# |
A |
B |
C |
D |
E |
F |
G |
H |
I |
J |
K |
L |
M |
N |
O |
P |
Q |
R |
S |
T |
U |
V |
W |
X |
Y |
Z |
?
 
Sa |
Sb |
Sc |
Sd |
Se |
Sf |
Sg |
Sh |
Si |
Sj |
Sk |
Sl |
Sm |
Sn |
So |
Sp |
Sq |
Sr |
Ss |
St |
Su |
Sv |
Sw |
Sy |
Sz
 
Sta |
Ste |
Sth |
Sti |
Stj |
Stl |
Sto |
Str |
Sts |
Stt |
Stu |
Stv |
Stw |
Sty
 
Staa |
Stab |
Stac |
Stad |
Stae |
Staf |
Stag |
Stah |
Stai |
Staj |
Stak |
Stal |
Stam |
Stan |
Stap |
Star |
Stas |
Stat |
Stau |
Stav |
Staw |
Stax |
Stay |
Staz
Die Liste der Biografien führt alle Personen auf, die in der deutschsprachigen Wikipedia einen Artikel haben. Dieses ist eine Teilliste mit 133 Einträgen von Personen, deren Namen mit den Buchstaben „Stap“ beginnt.

## Stap
- Stap, Sophie van der (* 1983), niederländische Journalistin und Buchautorin

### Stape
- Stapel, Arnold († 1416), deutscher Bischof von Kulm
- Stapel, August (1801–1871), deutscher Architekt, Baubeamter und Zeichner
- Stapel, Diederik (* 1966), niederländischer Sozialpsychologe und suspendierter Hochschullehrer
- Stapel, Eduard (1953–2017), deutscher Theologe, Sprecher des Lesben- und Schwulenverbandes in Deutschland (LSVD)
- Stapel, Huub (* 1954), niederländischer SchauspielerHuub Stapel (* 1954)

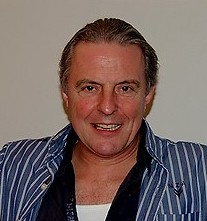
Huub Stapel (* 1954)

- Stapel, Johann Friedrich († 1678), deutscher evangelisch-lutherischer Geistlicher und Autor von Erbauungsschriften
- Stapel, Wilhelm (1882–1954), deutscher nationalistisch-protestantischer Publizist, Kopf des Hamburger Kreises
- Stapeldon, Walter († 1326), englischer Geistlicher und Minister
- Stapelfeld, Ernst (1864–1929), deutscher Politiker (SPD)
- Stapelfeld, Mike (* 1963), deutscher Fußballspieler
- Stapelfeldt, Dorothee (* 1956), deutsche Kunsthistorikerin und Politikerin (SPD), Senatorin
- Stapelfeldt, Franz (1877–1954), deutscher Werftdirektor
- Stapelfeldt, Gerhard (* 1947), deutscher Soziologe
- Stapelfeldt, Hubert (1941–2017), deutscher Fußballspieler
- Stapelfeldt, Jan (* 1982), deutscher Schauspieler
- Stapelfeldt, Kurt (1898–1985), deutscher Rundfunkpionier und Journalist
- Stapelfeldt, Nina (* 1995), Schweizer Fussballspielerin
- Stapenhorst, Charlotte (* 1995), deutsche Hockeyspielerin
- Stapenhorst, Günther (1883–1976), deutscher Filmproduzent
- Stapenhorst, Johannes (1855–1917), deutscher Bergwerksdirektor
- Stapenhorst, Klaus (* 1912), deutscher Filmeditor und Produzent bei Film und Fernsehen
- Stapenhorst, Kurd (1923–2007), deutscher Transplantationsmediziner und Hochschullehrer
- Stapenhorst, Rudolf (1864–1944), Oberbürgermeister von Bielefeld
- Stapenhorst, Ulrich (1878–1965), deutscher Verwaltungsjurist

### Stapf
- Stapf, Bonaventura (1665–1747), Allgäuer Maler und Vergolder
- Stapf, Fanny (* 1991), österreichische Reporterin und Moderatorin
- Stapf, Franz (1766–1820), deutscher römisch-katholischer Geistlicher, Theologe und Hochschullehrer
- Stapf, Johann Ernst (1788–1860), deutscher Arzt
- Stapf, Joseph (1711–1785), deutscher Bildhauer und Bausachverständiger
- Stapf, Joseph (1762–1809), österreichischer Mathematiker
- Stapf, Joseph Ambrosius (1785–1844), österreichischer Theologe und römisch-katholischer Geistlicher
- Stapf, Judith (* 1997), deutsche ViolinistinJudith Stapf (* 1997)

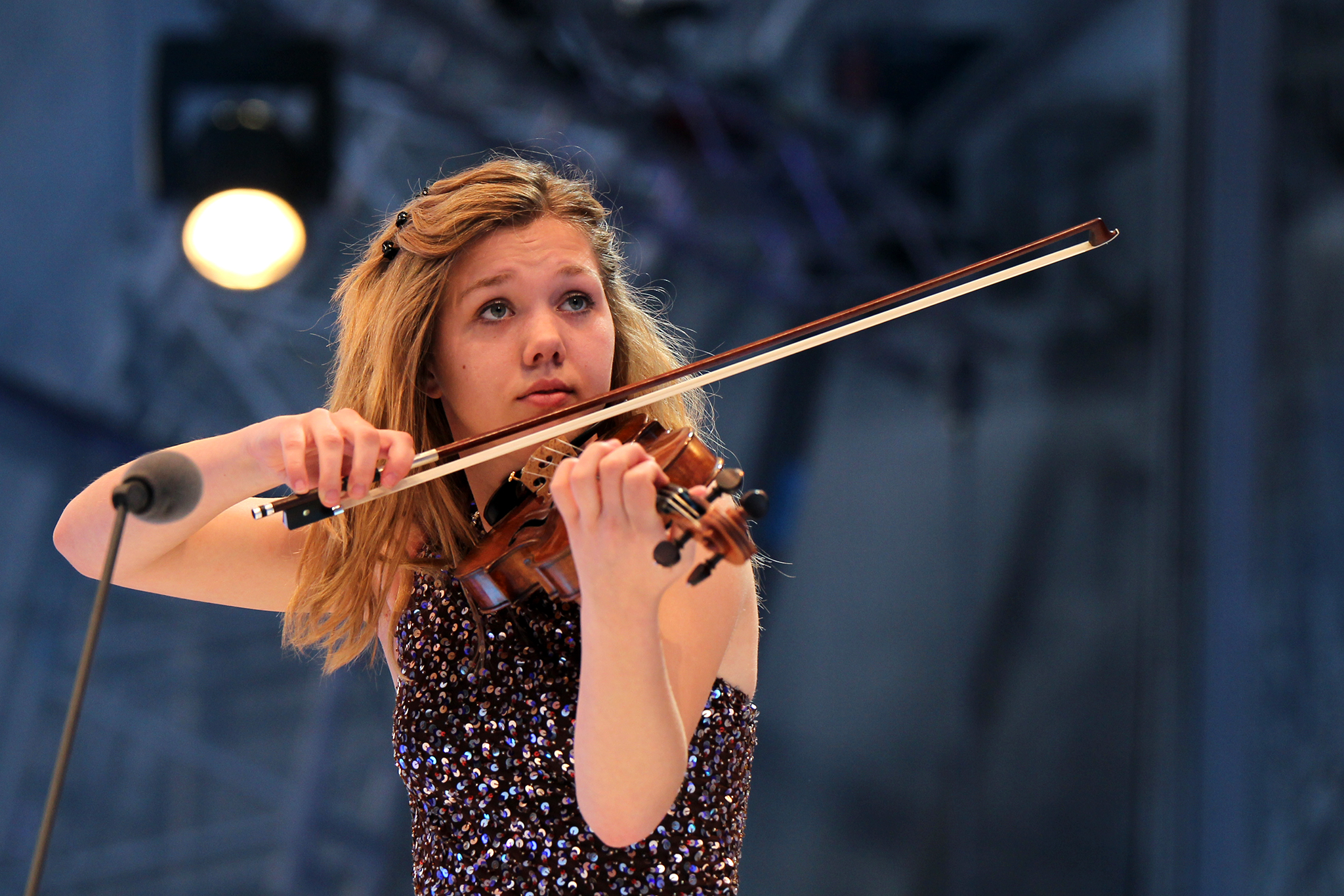
Judith Stapf (* 1997)

- Stapf, Kurt-Hermann (* 1939), deutscher Psychologe und Hochschullehrer
- Stapf, Mang Anton (1701–1772), deutscher Bildhauer
- Stapf, Otto (1857–1933), österreichischer Botaniker
- Stapf, Otto (1890–1963), deutscher General der Infanterie im Zweiten Weltkrieg
- Stapfer, Albert (1802–1892), Schweizer Schriftsteller und Übersetzer
- Stapfer, Charles-Louis (1799–1880), Schweizer Ingenieur
- Stapfer, Dimitri (* 1988), Schweizer Film- und Theaterschauspieler
- Stapfer, Edmond (1844–1908), Schweizer, französisch-reformierter Theologe
- Stapfer, Hans-Heiri (* 1962), Schweizer Sachbuchautor
- Stapfer, Johann (1719–1801), Schweizer evangelischer Geistlicher und Hochschullehrer
- Stapfer, Johann (1809–1886), Schweizer Politiker und Unternehmer
- Stapfer, Johann Friedrich (1708–1775), Schweizer reformierter Theologe
- Stapfer, Johann Friedrich (1800–1840), Schweizer Politiker und Jurist
- Stapfer, Michael (1871–1950), deutscher Politiker (Zentrum)
- Stapfer, Paul (1840–1917), schweizerisch-französischer Hochschullehrer, Autor und Publizist
- Stapfer, Philipp Albert (1766–1840), Schweizer Politiker, Diplomat und Theologe
- Stapfer, Rudolf (1779–1838), Schweizer Lehrer und Politiker
- Stapff, Friedrich Moritz (1836–1895), deutscher Geologe
- Stapff, Helmuth (1901–1978), deutscher Heimatsänger und Herausgeber
- Stapff, Ilse-Sibylle (1911–2007), deutsche Autorin, Chronistin der Stadt Weimar
- Stapff, Paul (1868–1930), deutscher Jurist, Ministerial- und Reichsbahnbeamter

### Staph
- Staphorst, Nicolaus (1679–1731), deutscher Pastor und Kirchenhistoriker
- Staphylus, Friedrich (1512–1564), deutscher lutherischer und römisch-katholischer Theologe

### Stapi
- Stapiński, Jan (1867–1946), polnischer Journalist und Politiker

### Stapl
- Stapleaux, Michel Ghislain (1799–1881), belgischer Porträt-, Genre- und Historienmaler
- Stapledon, Olaf (1886–1950), britischer Science-Fiction-Schriftsteller
- Stapleford, Sally-Anne (* 1945), britische Eiskunstläuferin
- Stapler, Robin (* 1972), US-amerikanische SchauspielerinRobin Stapler (* 1972)

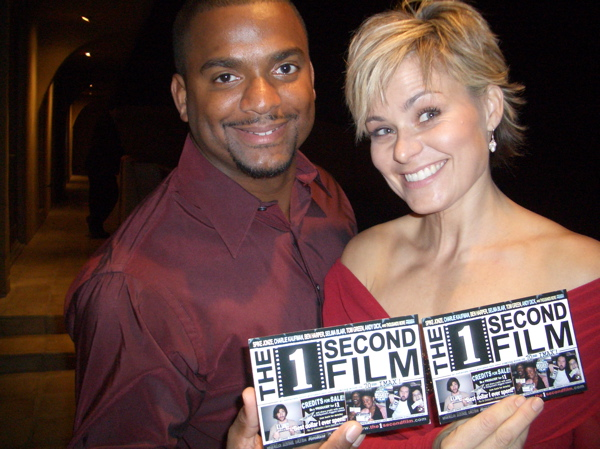
Robin Stapler (* 1972)

- Staples Bryan, Thori (* 1974), US-amerikanische Fußballspielerin
- Staples, Fiona, kanadische Comiczeichnerin
- Staples, Jaime (* 1991), kanadischer Pokerspieler
- Staples, Jason A. (* 1982), US-amerikanischer Religionswissenschaftler, Bibelwissenschaftler
- Staples, Justin (* 1929), britischer Diplomat
- Staples, Karissa Lee (* 1987), US-amerikanische Schauspielerin, Synchronsprecherin und ehemaliges Model
- Staples, Kiley (* 1989), US-amerikanische Skirennläuferin
- Staples, Mavis (* 1939), US-amerikanische Soulsängerin
- Staples, Max (* 1994), australischer Volleyballspieler
- Staples, Pops (1914–2000), US-amerikanischer Gospel- und R&B-Musiker
- Staples, Vince (* 1993), US-amerikanischer Rapper
- Staples, Waller Redd (1826–1897), US-amerikanischer Jurist und Politiker
- Stapleton, Bob (* 1958), US-amerikanischer Unternehmens- und Sportmanager
- Stapleton, Brian (* 1951), kanadischer Eishockeyspieler
- Stapleton, Chris (* 1978), US-amerikanischer CountrysängerChris Stapleton (* 1978)

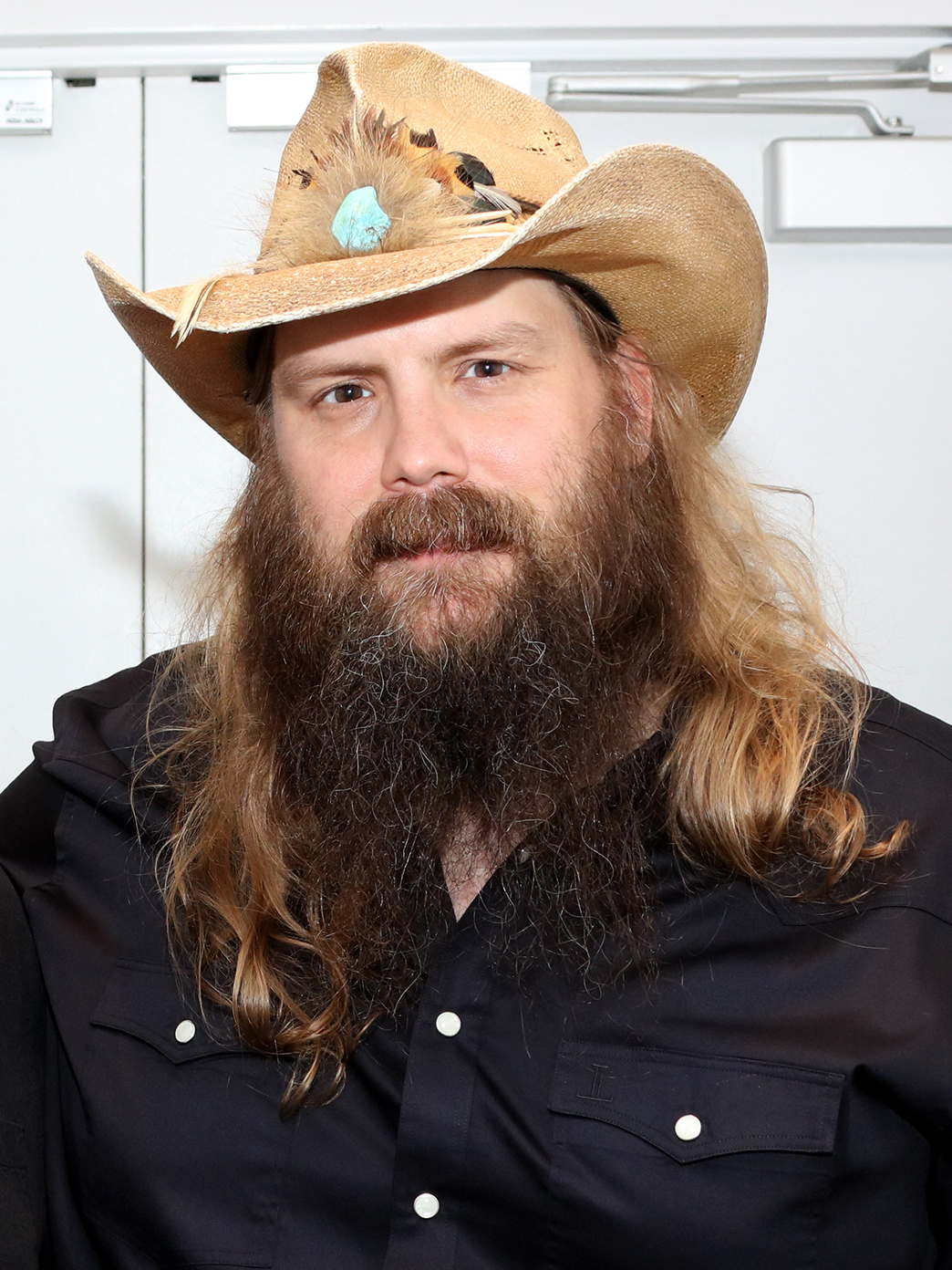
Chris Stapleton (* 1978)

- Stapleton, Corey (* 1967), US-amerikanischer Politiker und Mitglied der Republikanischen Partei
- Stapleton, Frank (* 1956), irischer Fußballspieler und -trainer
- Stapleton, Frederick (1877–1939), britischer Schwimmer und Wasserballspieler
- Stapleton, Ian (* 1959), jamaikanischer Sprinter
- Stapleton, Jean (1923–2013), US-amerikanische Schauspielerin
- Stapleton, Kevin (* 1963), US-amerikanischer Schauspieler
- Stapleton, Madeleine (* 1993), neuseeländische Badmintonspielerin
- Stapleton, Maureen (1925–2006), US-amerikanische Schauspielerin
- Stapleton, Mike (* 1966), kanadischer Eishockeyspieler, -trainer, -scout und -funktionär
- Stapleton, Miles († 1364), englischer Adliger
- Stapleton, Miles, 1. Baron Stapleton († 1314), englischer Adliger und Höfling, Steward of the Royal Household
- Stapleton, Miles, 8. Baron Beaumont (1805–1854), britischer Peer und Politiker
- Stapleton, Nicola (* 1974), britische Schauspielerin
- Stapleton, Oliver (* 1948), britischer Kameramann
- Stapleton, Pat (1940–2020), kanadischer Eishockeyspieler und -trainer
- Stapleton, Ruth Carter (1929–1983), US-amerikanische Evangelistin
- Stapleton, Steven (* 1957), britischer Musiker, Maler und Illustrator
- Stapleton, Sullivan (* 1977), australischer SchauspielerSullivan Stapleton (* 1977)

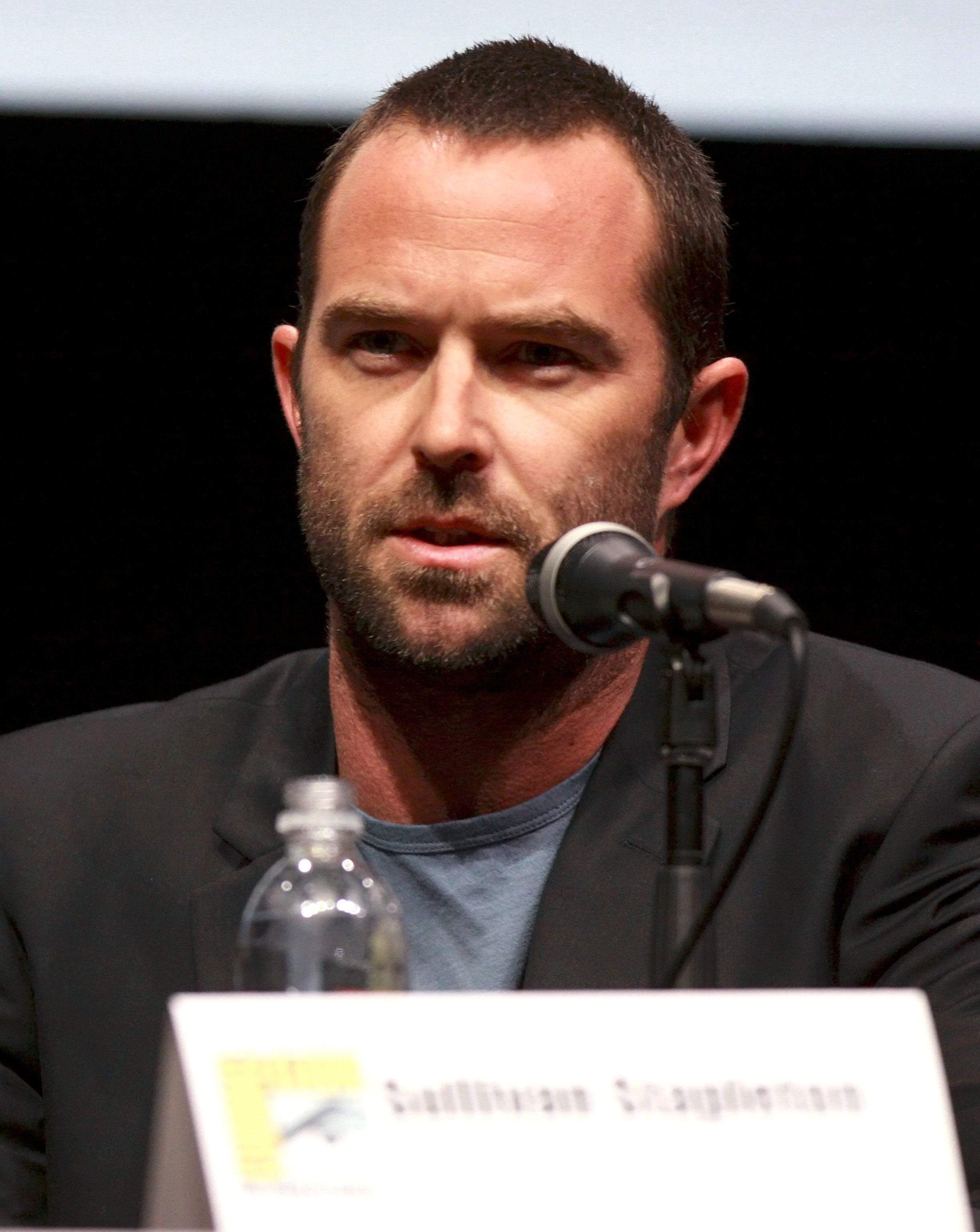
Sullivan Stapleton (* 1977)

- Stapleton, Thomas (1535–1598), englischer Kontroverstheologe und Autor
- Stapleton, Tim (* 1982), US-amerikanischer Eishockeyspieler
- Stapley, Delbert L. (1896–1978), US-amerikanischer Apostel der Kirche Jesu Christi der Heiligen der Letzten Tage
- Stapley, Harry (1883–1937), englischer Fußballspieler
- Stapley, William (1887–1964), englischer Fußballspieler

### Stapo
- Staponkienė, Aldona (* 1949), litauische Politikerin
- Staponkus, Deividas (* 1976), litauischer Opernsänger (Bariton) und Politiker
- Stapor, Anja (* 1991), deutsche Autorin
- Stapovičius, Ivanas (* 1980), litauischer Boxer

### Stapp
- Stapp, Ben (* 1982), US-amerikanischer Jazzmusiker
- Stapp, Gustav (1926–1985), deutscher Politiker (SPD), MdL
- Stapp, Henry (* 1928), US-amerikanischer Physiker
- Stapp, Jack (1912–1980), US-amerikanischer Country-Musik-Manager
- Stapp, John Paul (1910–1999), US-amerikanischer Unfallforscher
- Stapp, Maria Elisabeth (1908–1995), deutsche Bildhauerin
- Stapp, Milton (1792–1869), US-amerikanischer Politiker
- Stapp, Scott (* 1973), US-amerikanischer MusikerScott Stapp (* 1973)

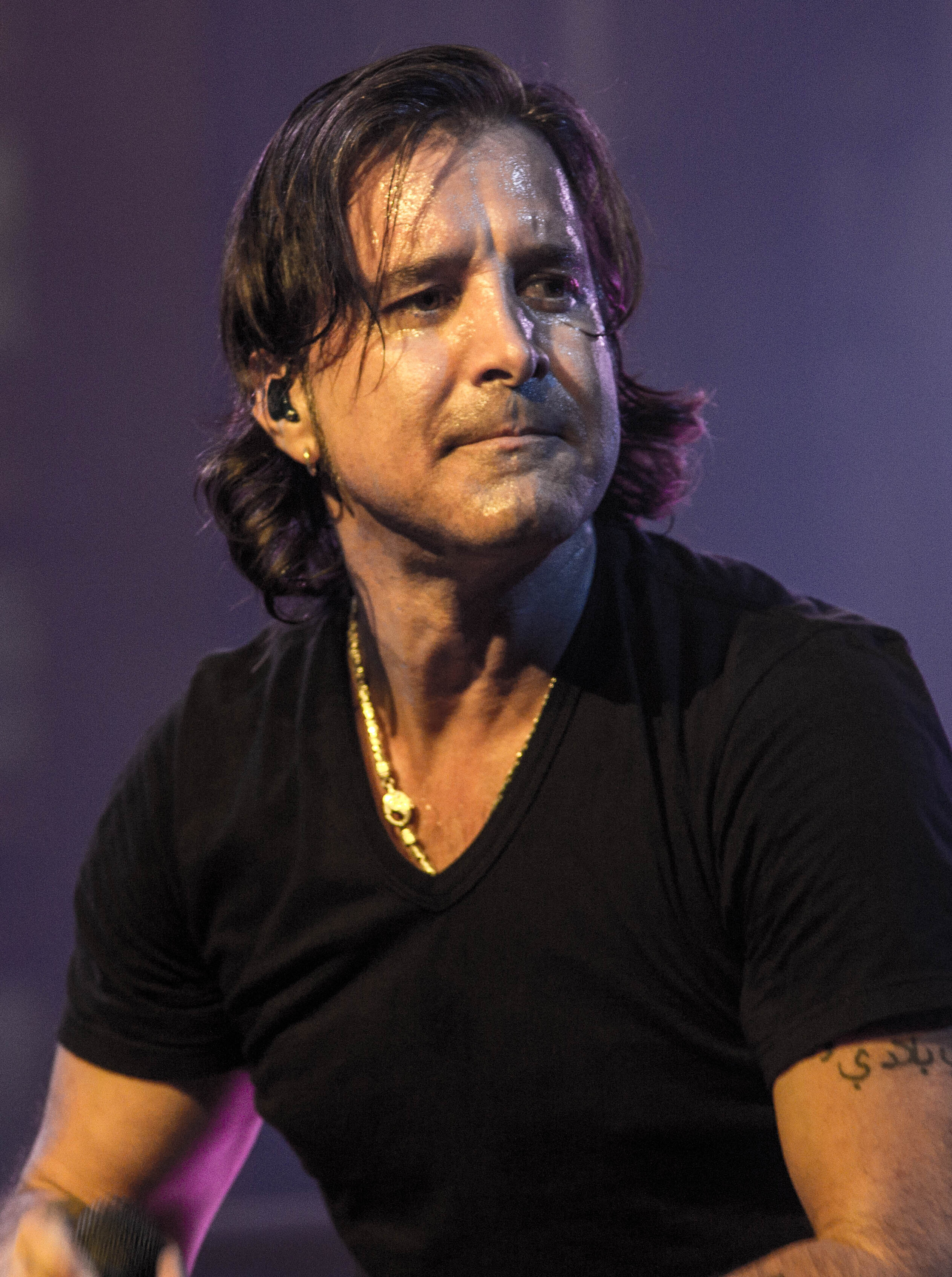
Scott Stapp (* 1973)

- Stappen, Charles van der (1843–1910), belgischer Bildhauer
- Stappen, Crispinus van († 1532), franko-flämischer Komponist, Sänger und Kapellmeister der Renaissance
- Stappen, Simon, deutscher Bildhauer
- Stappenbeck, Ada Philine (* 1996), deutsche Schauspielerin
- Stappenbeck, Richard (1880–1963), deutscher Geologe
- Stappenbeck, Stefanie (* 1974), deutsche SchauspielerinStefanie Stappenbeck (* 1974)

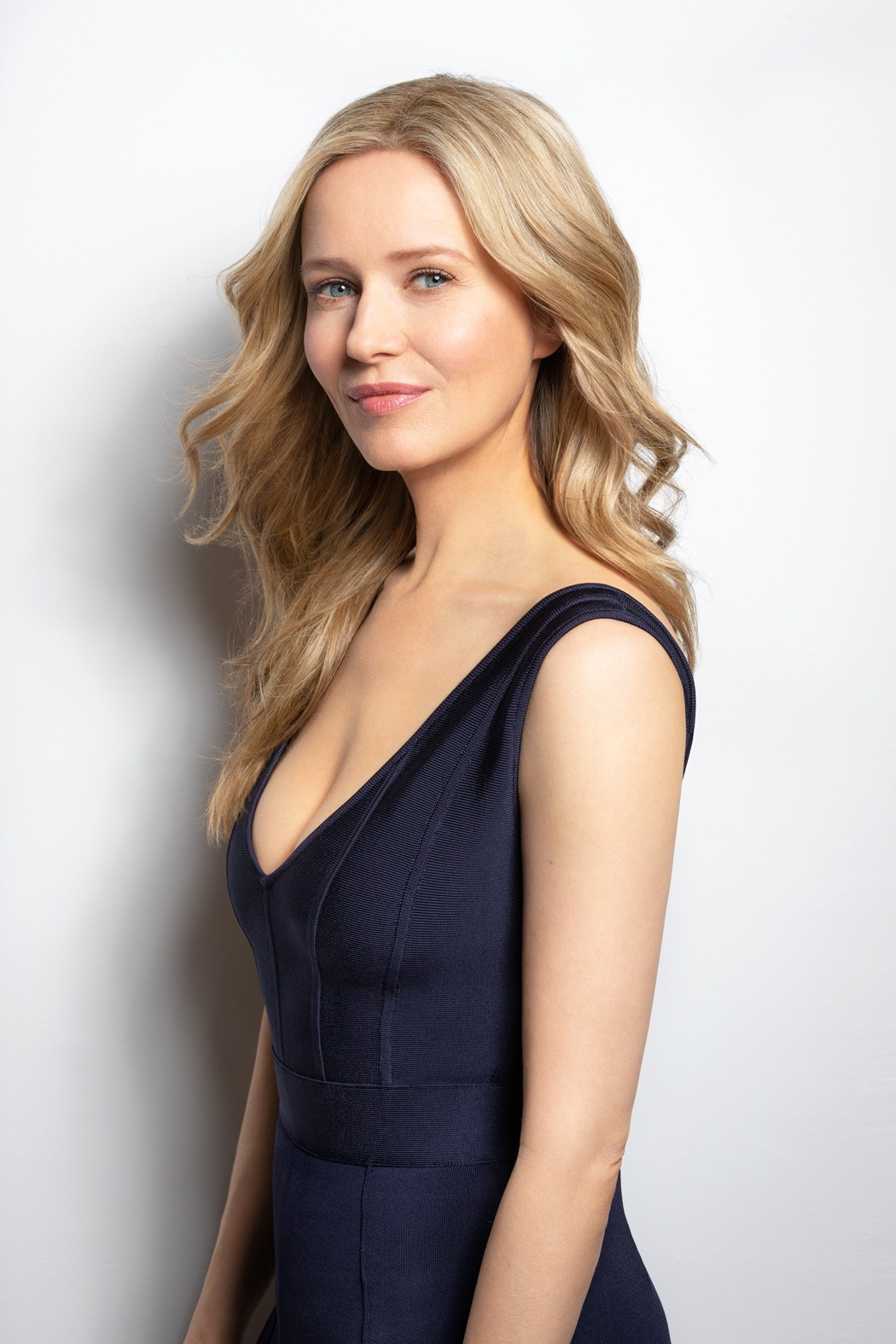
Stefanie Stappenbeck (* 1974)

- Stapper, Josta (* 1941), deutscher bildender Künstler, Grafiker und Cartoon-Zeichner
- Stapper, Karl-Heinz (* 1955), deutscher Maler und Designer
- Stapper, Walter (* 1940), deutscher Schauspieler
- Stapperfend, Thomas (* 1965), deutscher Jurist
- Stappers, Camille Valentin (1885–1964), belgischer römisch-katholischer Ordensgeistlicher und Apostolischer Vikar von Lulua
- Stappers, Franz (1884–1945), deutscher katholischer Geistlicher, NS-Opfer
- Stappert, Dieter (1942–2008), österreichischer Journalist und Teammanager im Motorsport
- Stappert, Gisela (1959–2021), deutsche Ethnologin
- Stappert, Michael († 1663), deutscher Pfarrer
- Stappung, Sepp (1926–2010), Schweizer Gewerkschafter und Politiker

### Staps
- Staps, Anita (* 1961), niederländische Judoka
- Stäps, Christine (* 1940), deutsche Malerin und Grafikerin
- Staps, Horst (* 1939), deutscher Radrennfahrer
- Stapß, Friedrich (1792–1809), deutscher Attentäter

### Stapu
- Stapušaitis, Ramūnas (* 1990), litauischer Badmintonspieler
- Stapušaitytė, Akvilė (* 1986), litauische Badmintonspielerin